# Les Arts Florissants
Les Arts Florissants este un ansamblu muzical baroc din Franța, de tip instrumental și vocal, înființat în 1979 de dirijorul William Christie. Numele ansamblului provine de la o operă cu același nume a compozitorului francez Marc-Antoine Charpentier.